# 哈通蓬塔山
13°45′08″S 71°11′14″W / 13.75222°S 71.18722°W
哈通蓬塔山（Jatun Punta），是秘魯的山峰，位於該國東南部庫斯科大區，由基斯皮坎奇省的奧孔加特區負責管轄，屬於韋爾卡努塔山脈的一部分，海拔高度約5,200米。